# Trachinus draco
Espèce
La Grande vive (Trachinus draco) est une espèce de poissons de la famille des Trachinidae.

## Taille
De 12 à 35 cm, maximale 53 cm (mâle).

## Poids
500 à 600 g avec un maximum 1 860 g.

## Description
Trachinus draco  possède un corps étendu compacté au niveau latéral.
Ce poisson est équipé de deux dards, au niveau des opercules ainsi que des épines dorsales, qui sont reliés à des glandes à venin.
La première nageoire dorsale forme une crête épineuse munie également de glandes à venin disposées à la base de ses rayons.
La grande vive dispose de quatre épines situées deux à deux en avant et au-dessus des orbites ce qui la distingue de la petite vive qui n’en possède pas.
Ce prédateur possède une bouche inclinée vers le haut et des yeux situés au-dessus de la tête ; cette disposition permet à la grande vive de chasser à l’affût lors de son enfouissement dans le sable.
Le corps est jaunâtre, avec des écailles cycloïdes, couvert de stries obliques qui barrent les flancs en descendant vers l'arrière. L'ensemble est paré de taches bleues sur le dos et le haut des flancs, puis mauves au-dessous et jaunes autour du ventre. Ces couleurs irisées sont présentes aussi sur la tête.
Grosse tache sombre au-dessus des pectorales, anale jaune et bleue, première dorsale noire et blanche (dernière membrane), deuxième dorsale incolore à sa base, puis jaune et bleue.

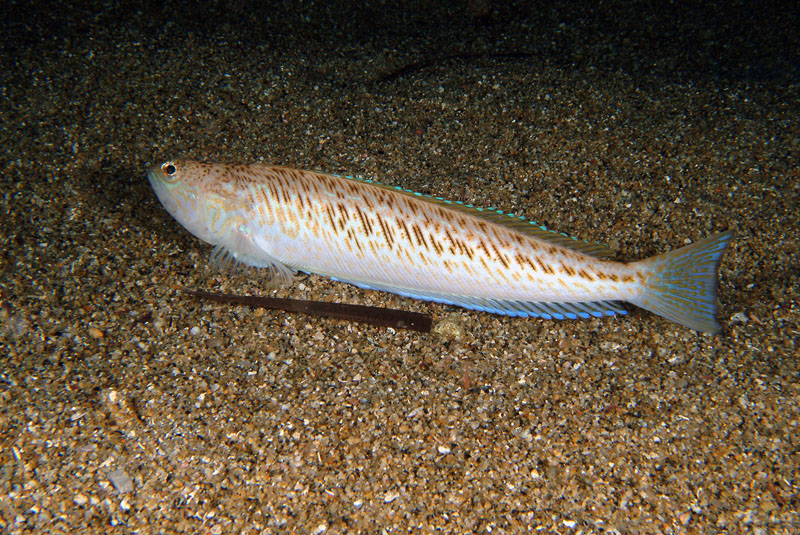
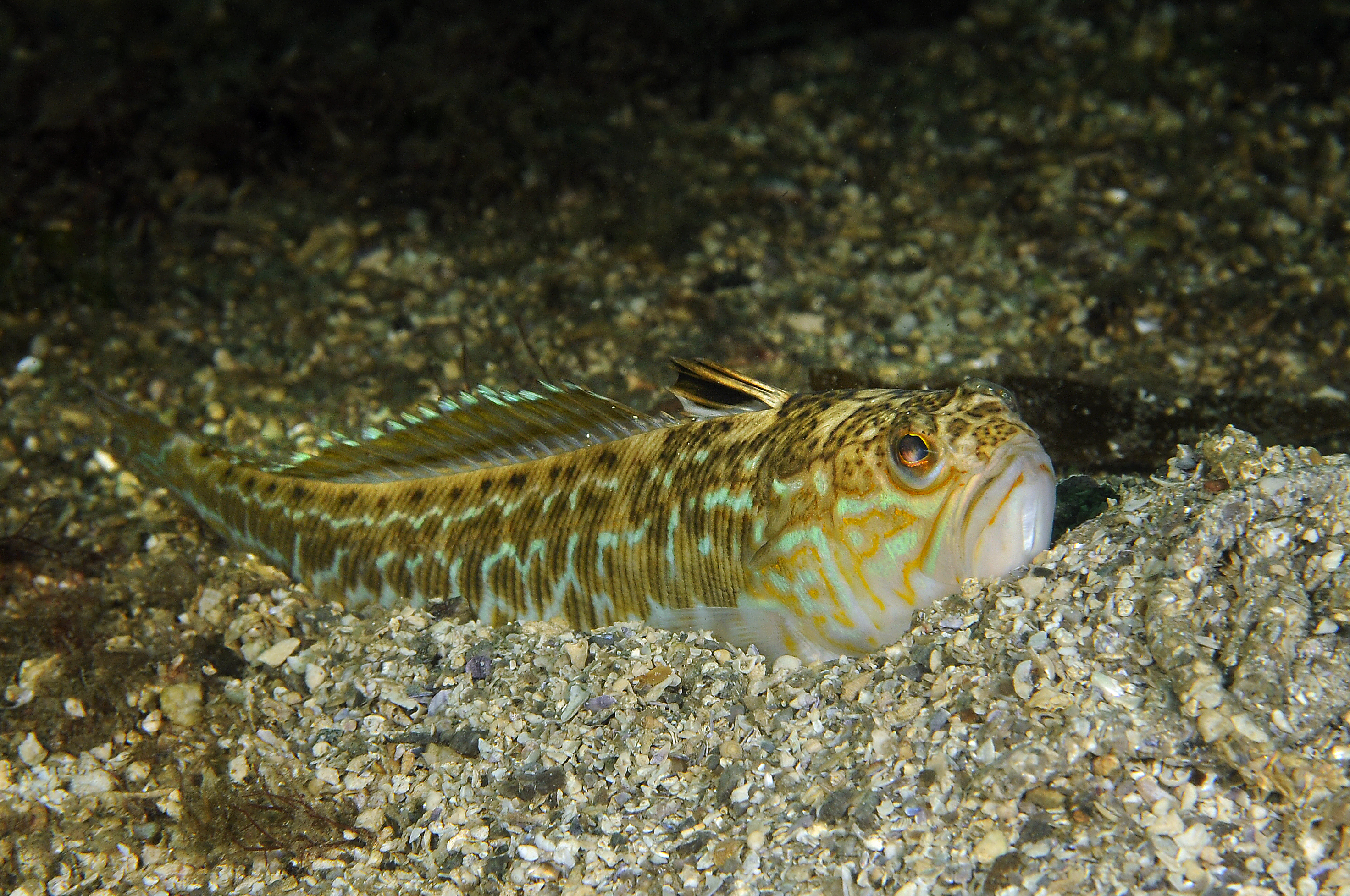
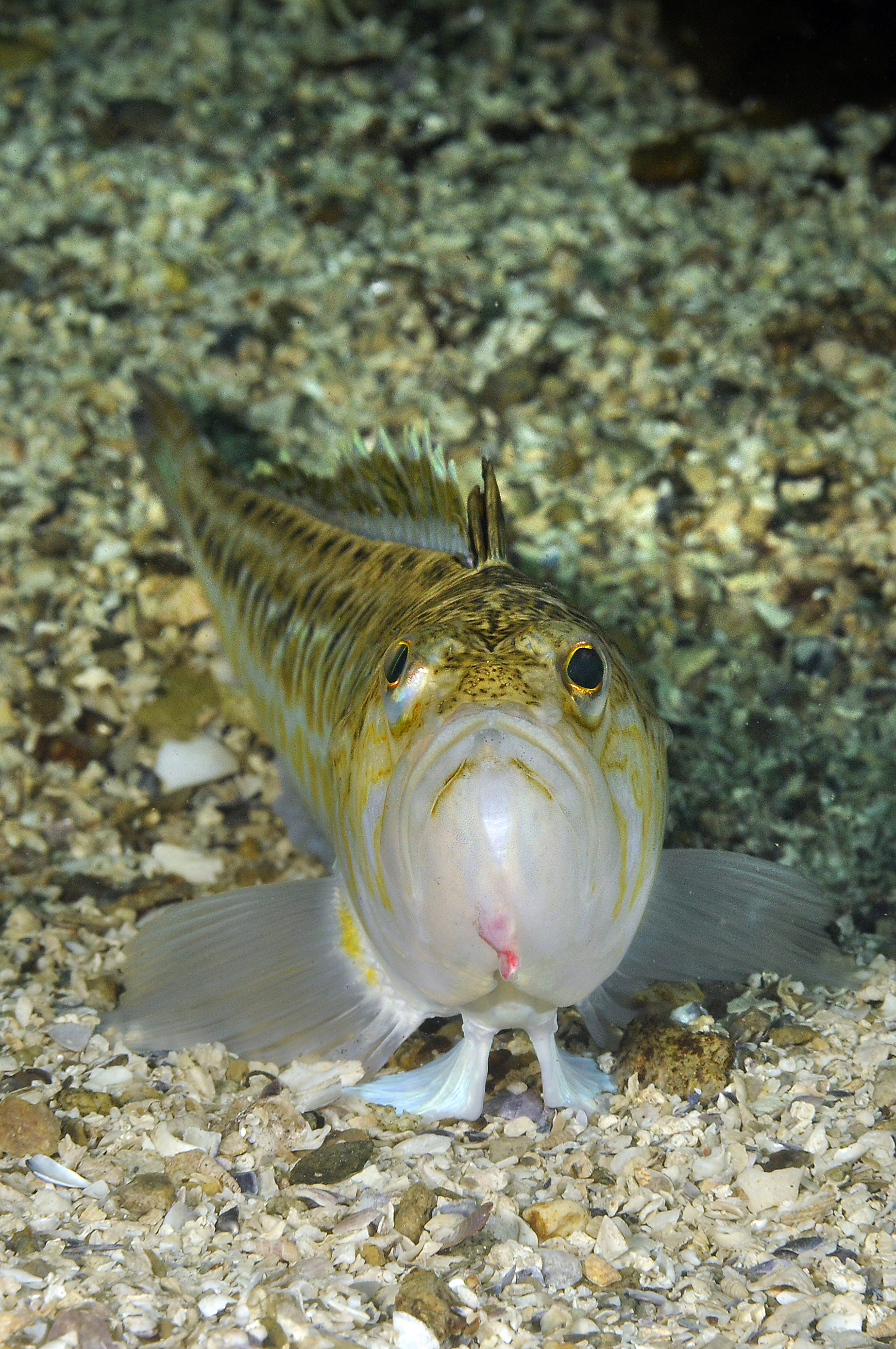
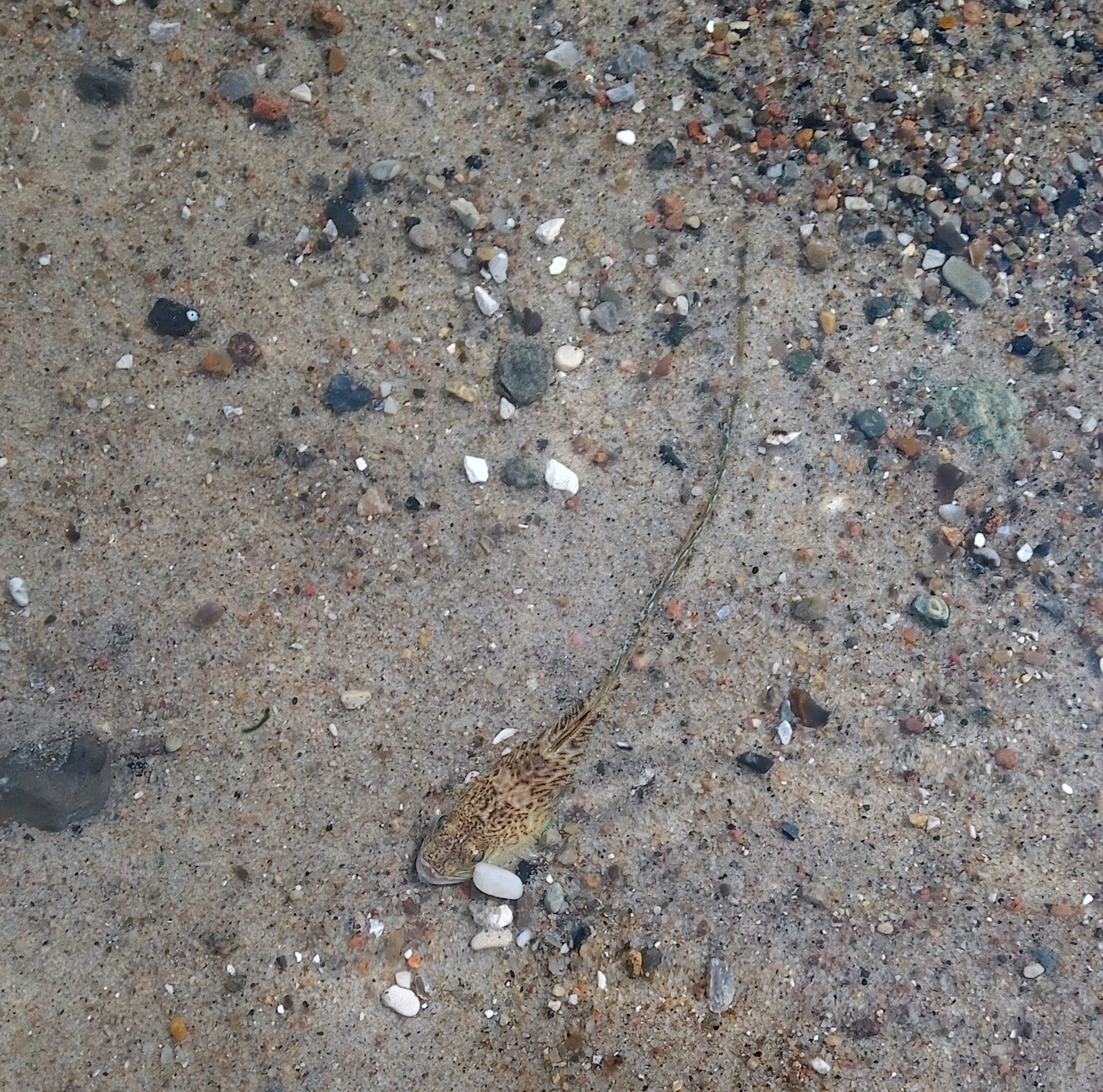
Tapie dans le sable.

## Mœurs et habitat
La grande vive évolue le plus souvent en eau peu profonde, ce poisson utilise la technique de la chasse à l’affût en s’enfouissent jusqu’aux yeux dans le sable ou dans des fonds meubles en eau plus profonde pour arriver à bondir sur des proies qui passent à plusieurs mètres du fond.
On localise ce poisson en période d’hiver dans les eaux profondes au large (entre 20 et 150 mètres de fond), et dans les côtes et eaux peu profondes en été.
Les Vives sont capables d'effectuer des déplacements très rapides sur de courtes distances.
La période de reproduction de la grande vive est comprise entre juin et août et du début du printemps jusqu’à la fin de l’été en Méditerranée, et ceci dépend de la région. Les œufs et les larves sont pélagiques.

## Nourriture
Les jeunes vives se nourrissent de petits alevins, de mysidacés, de crevettes et de petits crustacés, alors que les plus âgées se nourrissent le plus souvent de petits poissons (gobies, lançons, anchois).

## La piqûre de vive
L’interaction des deux muscles (Fléchisseur et extenseur) attachés à la plaque operculaire augmente la fraction exposée de l’épine afin de faciliter l’injection du venin. Ces deux muscles sont antagonistes, la contraction de l’un dresse l’épine et augmente ainsi la partie exposée de celle-ci du fait que la membrane entourant l’épine est non élastique, alors que la contraction de l’autre diminue la taille de la partie exposée.
La longueur de la partie exposée de l’épine dépend de l’angle de l’ouverture de l’opercule.
La membrane externe de l’épine exerce une pression sur la glande à venin lors de la contraction du muscle flexeur, cette pression permet de faire sortir le venin de la glande vers l’extérieur à travers l’épine.
La toxine contenue dans le venin est thermo-sensible et se dégrade à partir 40-50 °C. Pour cette raison, certaines personnes recommandent de mettre de l'eau chaude à l'endroit de la piqûre avant d'aller le plus rapidement possible à l'hôpital pour le traitement.

## Santé
Parmi douze types de poissons très consommés dans le sud-est de l'Espagne (merlu, requin-taupe bleu) et en Europe (pilchard...) étudiés par l’Université d'Almeria, le foie de la grande vive (et celui de l'anchois européen ; Engraulis encrasicolus) sont ceux qui ont montré les niveaux les plus élevés d’acides gras polyinsaturés à longue chaîne (51,4 % et 47,9 % sur des acides gras totaux, respectivement), mais le foie est aussi un organe qui peut bioaccumuler divers polluants (liposolubles notamment).